# Liste der Baudenkmäler in Gais (Südtirol)
Die Liste der Baudenkmäler in Gais enthält die 28 als Baudenkmäler ausgewiesenen Objekte auf dem Gebiet der Gemeinde Gais.
Basis ist das im Internet einsehbare offizielle Verzeichnis der Baudenkmäler in Südtirol. Dabei kann es sich beispielsweise um Sakralbauten, Wohnhäuser, Bauernhöfe und Adelsansitze handeln. Die Reihenfolge in dieser Liste orientiert sich an der Bezeichnung, alternativ ist sie auch nach der Adresse oder dem Datum der Unterschutzstellung sortierbar.

## Liste
| Foto |                 | Bezeichnung                                                                     | Standort                     | Eintragung                  | Beschreibung                  | Metadaten                                            |
| ---- | --------------- | ------------------------------------------------------------------------------- | ---------------------------- | --------------------------- | ----------------------------- | ---------------------------------------------------- |
| BW   | Datei hochladen | Alter Widum ID: 14873                                                           | 46° 50′ 0″ N, 11° 56′ 52″ O  | 17. Feb. 1986 (BLR-LAB 574) | Wohnhaus                      | KG: Gais Bauparzelle: 27/1                           |
| BW   | Datei hochladen | Bergschule in Lanebach ID: 50555                                                | 46° 51′ 34″ N, 11° 55′ 34″ O | 23. Jan. 2012 (BLR-LAB 85)  | Bergschule                    | KG: Gais Bauparzelle: 93/2                           |
| BW   | Datei hochladen | Edellechen mit Kapelle ID: 14893                                                | 46° 52′ 4″ N, 11° 57′ 53″ O  | 17. Feb. 1986 (BLR-LAB 574) | Ländliches Wohnhaus/Bauernhof | KG: Uttenheim Bauparzelle: 112                       |
| BW   | Datei hochladen | Huber im Feld ID: 14875                                                         | 46° 50′ 15″ N, 11° 56′ 36″ O | 17. Feb. 1986 (BLR-LAB 574) | Ländliches Wohnhaus/Bauernhof | KG: Gais Bauparzelle: 54                             |
| ja   | Datei hochladen | Kapelle am Bach ID: 50046                                                       | 46° 50′ 52″ N, 11° 59′ 14″ O | 17. Feb. 1986 (BLR-LAB 574) | Kapelle                       | KG: Mühlbach (Gais) Bauparzelle: 19                  |
| BW   | Datei hochladen | Kapelle beim Oberegger in Lanebach ID: 14879                                    | 46° 51′ 37″ N, 11° 55′ 59″ O | 20. Dez. 1949 (MD)          | Ländliches Wohnhaus/Bauernhof | KG: Gais Grundparzelle: 891                          |
| BW   | Datei hochladen | Kapelle beim Pircher am Einsberg ID: 14895                                      | 46° 51′ 24″ N, 11° 57′ 58″ O | 17. Feb. 1986 (BLR-LAB 574) | Kapelle                       | KG: Uttenheim Grundparzelle: 662                     |
| ja   | Datei hochladen | Kehlburg mit Erasmus-Kapelle ID: 14884                                          | 46° 49′ 24″ N, 11° 57′ 36″ O | 20. Dez. 1949 (MD)          | Burgruine                     | KG: Tesselberg Bauparzelle: 81                       |
| BW   | Datei hochladen | Klöcker ID: 14871                                                               | 46° 49′ 56″ N, 11° 56′ 47″ O | 17. Feb. 1986 (BLR-LAB 574) | Ländliches Wohnhaus/Bauernhof | KG: Gais Bauparzelle: 8                              |
| BW   | Datei hochladen | Kornkasten beim Unterwanger ID: 14882                                           | 46° 50′ 46″ N, 11° 58′ 25″ O | 17. Feb. 1986 (BLR-LAB 574) | Kornkasten                    | KG: Mühlbach (Gais) Bauparzelle: 110, 111, 112, 48   |
| BW   | Datei hochladen | Kössler ID: 14891                                                               | 46° 51′ 58″ N, 11° 57′ 7″ O  | 17. Feb. 1986 (BLR-LAB 574) | Ländliches Wohnhaus/Bauernhof | KG: Uttenheim Bauparzelle: 60/1, 60/2                |
| BW   | Datei hochladen | Mair am Anger ID: 14872                                                         | 46° 49′ 55″ N, 11° 56′ 46″ O | 17. Feb. 1986 (BLR-LAB 574) | Ländliches Wohnhaus/Bauernhof | KG: Gais Bauparzelle: 9/1                            |
| BW   | Datei hochladen | Mareiler ID: 14892                                                              | 46° 51′ 54″ N, 11° 57′ 5″ O  | 17. Feb. 1986 (BLR-LAB 574) | Ländliches Wohnhaus/Bauernhof | KG: Uttenheim Bauparzelle: 71                        |
| ja   | Datei hochladen | Neuhaus mit Maria-Heimsuchungs-Kapelle ID: 14877                                | 46° 50′ 42″ N, 11° 56′ 28″ O | 17. Feb. 1986 (BLR-LAB 574) | Burg/Schloss                  | KG: Gais Bauparzelle: 81, 83                         |
| ja   | Datei hochladen | Obergatterer ID: 14885                                                          | 46° 49′ 46″ N, 11° 59′ 2″ O  | 17. Feb. 1986 (BLR-LAB 574) | Ländliches Wohnhaus/Bauernhof | KG: Tesselberg Bauparzelle: 91                       |
| BW   | Datei hochladen | Ortnerstöckl ID: 14878                                                          | 46° 50′ 3″ N, 11° 57′ 4″ O   | 17. Feb. 1986 (BLR-LAB 574) | Ländliches Wohnhaus/Bauernhof | KG: Gais Bauparzelle: 155                            |
| ja   | Datei hochladen | Pfarrkirche St. Johannes Evangelist mit Friedhofskapelle und Friedhof ID: 14869 | 46° 49′ 59″ N, 11° 56′ 51″ O | 17. Feb. 1986 (BLR-LAB 574) | Kirche                        | KG: Gais Bauparzelle: 1/1, 1/2, 1/3                  |
| BW   | Datei hochladen | Pfarrkirche St. Margareth mit Friedhofskapelle und Friedhof ID: 14887           | 46° 51′ 47″ N, 11° 56′ 43″ O | 17. Feb. 1986 (BLR-LAB 574) | Kirche                        | KG: Uttenheim Bauparzelle: 1/1, 1/2                  |
| ja   | Datei hochladen | Pfarrkirche zu den Vierzehn Nothelfern mit Friedhof ID: 16142                   | 46° 50′ 51″ N, 11° 58′ 50″ O | 17. Feb. 1986 (BLR-LAB 574) | Kapelle                       | KG: Mühlbach (Gais) Bauparzelle: 1 Grundparzelle: 92 |
| BW   | Datei hochladen | Pfleger ID: 14876                                                               | 46° 50′ 34″ N, 11° 56′ 40″ O | 20. Dez. 1949 (MD)          | Ländliches Wohnhaus/Bauernhof | KG: Gais Bauparzelle: 75                             |
| BW   | Datei hochladen | Pitzinger ID: 14874                                                             | 46° 49′ 59″ N, 11° 56′ 56″ O | 17. Feb. 1986 (BLR-LAB 574) | Ländliches Wohnhaus/Bauernhof | KG: Gais Bauparzelle: 28                             |
| BW   | Datei hochladen | Plankensteiner (Wolkenstein) ID: 14889                                          | 46° 51′ 51″ N, 11° 56′ 45″ O | 8. Mai 1950 (MD)            | Ansitz                        | KG: Uttenheim Bauparzelle: 3/1                       |
| BW   | Datei hochladen | Renzler ID: 14870                                                               | 46° 49′ 57″ N, 11° 56′ 48″ O | 17. Feb. 1986 (BLR-LAB 574) | Ländliches Wohnhaus/Bauernhof | KG: Gais Bauparzelle: 7                              |
| ja   | Datei hochladen | St. Chrysant und Daria ID: 14886                                                | 46° 49′ 41″ N, 11° 59′ 3″ O  | 17. Feb. 1986 (BLR-LAB 574) | Kirche                        | KG: Tesselberg Bauparzelle: 96                       |
| BW   | Datei hochladen | Stock ID: 14890                                                                 | 46° 51′ 58″ N, 11° 56′ 52″ O | 8. Mai 1950 (MD)            | Ansitz                        | KG: Uttenheim Bauparzelle: 20                        |
| ja   | Datei hochladen | Uttenheim mit Kapelle (Schlössl) ID: 14894                                      | 46° 52′ 13″ N, 11° 56′ 13″ O | 8. Mai 1950 (MD)            | Burgruine                     | KG: Uttenheim Bauparzelle: 126, 127                  |
| BW   | Datei hochladen | Widmair ID: 14888                                                               | 46° 51′ 50″ N, 11° 56′ 45″ O | 17. Feb. 1986 (BLR-LAB 574) | Ländliches Wohnhaus/Bauernhof | KG: Uttenheim Bauparzelle: 2/1                       |

Falls bei einem Baudenkmal keine Koordinaten bekannt sind, werden ersatzweise die Katasterdaten zum Zeitpunkt der Unterschutzstellung angegeben. Diese sind weder offiziell noch zwingend aktuell.
Die vom Landesdenkmalamt übernommenen Adressen können veraltet sein.
| Foto:   | Fotografie des Denkmals. Klicken des Fotos erzeugt eine vergrößerte Ansicht. Daneben finden sich zwei Symbole: |
| ID      | Identifikator beim Südtiroler Landesdenkmalamt                                                                 |
| KG      | Katastralgemeinde                                                                                              |
| MD      | Ministerialdekret                                                                                              |
| BLR-LAB | Beschluss der Landesregierung – Landesausschussbeschluss                                                       |

## Ehemalige Baudenkmäler
| Foto |                 | Bezeichnung                          | Standort                     | Eintragung                  | Beschreibung                                                              | Metadaten                           |
| ---- | --------------- | ------------------------------------ | ---------------------------- | --------------------------- | ------------------------------------------------------------------------- | ----------------------------------- |
| BW   | Datei hochladen | Kapelle beim Finsterbacher ID: 14883 | 46° 50′ 23″ N, 11° 58′ 22″ O | 17. Feb. 1986 (BLR-LAB 574) | Kapelle; Denkmalschutz mit BLR-LAB 1455 vom 15. Dezember 2015 aufgehoben. | KG: Mühlbach (Gais) Bauparzelle: 69 |

Falls bei einem Baudenkmal keine Koordinaten bekannt sind, werden ersatzweise die Katasterdaten zum Zeitpunkt der Unterschutzstellung angegeben. Diese sind weder offiziell noch zwingend aktuell.
Die vom Landesdenkmalamt übernommenen Adressen können veraltet sein.
| Foto:   | Fotografie des Denkmals. Klicken des Fotos erzeugt eine vergrößerte Ansicht. Daneben finden sich zwei Symbole: |
| ID      | Identifikator beim Südtiroler Landesdenkmalamt                                                                 |
| KG      | Katastralgemeinde                                                                                              |
| MD      | Ministerialdekret                                                                                              |
| BLR-LAB | Beschluss der Landesregierung – Landesausschussbeschluss                                                       |